# کلسیمی‌شدن زردپی
کلسیمی‌شدن زردپی یا تاندونیت کلسیفیه (به انگلیسی: Calcific tendinitis) عبارت است از رسوب املاح کلسیمی در زردپی (تاندون). این حالت در ناحیه شانه شایع بوده و ماهیچه بالاخاری (سوپرااسپیناتوس) بیشتر از بقیه عضلات درگیر می‌شود. در بیمارانی که التهاب یک تاندون به دفعات اتفاق می‌افتد، احتمال رسوب نمک‌های کلسیم در ناحیه ملتهب وجود دارد. البته باید توجه داشت که وجود تاندونیت یا بورسیت به هیچ وجه به حضور کلسیفیکاسیون (رسوب املاح کلسیم) بستگی ندارد و عکس آن نیز صادق است. افرادی که دچار تاندونیت کلسیفیه می‌گردند، گاهی درد چنان شدید است که حتی بی حرکتی اندام نیز باعث کاهش درد نمی‌گردد.
در موارد کلسیمی‌شدن زردپی، احتمال کلسیمی‌شدن کیسه (بورسیت کلسیفیه) نیز وجود دارد که علت آن پارگی بافت‌های تاندونی درگیر و نفوذ املاح کلسیم به درون بورس است.

## انواع
کلسیمی‌شدن زردپی معمولاً به دو صورت دیده می‌شود:
- کلسیفیکاسیون تخریبی[۳]
- کلسیفیکاسیون واکنشی[۴]

کلسیفیکاسیون تخریبی در ارتباط با پدیده افزایش سن است. با افزایش سن میزان خونرسانی به تاندون‌ها کاهش می‌یابد که این مسئله می‌تواند زمینه تخریب را در آن‌ها افزایش دهد. رسوب کلسیم به عنوان یک بخشی از فرایند ترمیمی در تاندون‌های تخریب شده ایجاد می‌گردد.
کلسیفیکاسیون واکنشی بیشتر در افراد جوان‌تر اتفاق می‌افتد که علت اصلی آن مشخص نیست. در ارتباط با شانه، به نظر می‌رسد که نوع واکنشی در مقایسه با کلسیفیکاسیون تخریبی، بیشتر عامل درد شانه باشد. در کلسیفیکاسیون واکنشی، بدن ممکن است پاسخ‌هایی را جهت جذب مجدد رسوبات کلسیمی اعمال نماید. درنهایت، با برداشت رسوبات کلسیم، درد کاهش یافته و ترمیم بافت تاندون ایجاد می‌گردد.

## علل
علت اصلی کلسیمی‌شدن زردپی مشخص نیست. این مسئله به‌ویژه در ارتباط با کلسیفیکاسیون واکنشی صادق است. عموماً توافقی وجود دارد که تاندونیت کلسیفیه از طریق ضربه (تروما) ایجاد نمی‌شود و به ندرت قسمتی از یک بیماری سیستمیک است. برخی از محققین تصور می‌کنند که علت کلسیفیکاسیون، عدم وجود اکسیژن کافی در بافت تاندونی است.
در برخی از موارد، تاندونیت مزمن (تندینوزیس) و همچنین التهاب‌های مکرر تاندون ممکن است در تشکیل رسوب‌های املاح کلسیمی در تاندون نقش داشته باشند.

## علایم
در کلسیمی‌شدن زردپی، طیف بیماران ازنظر احساس درد و شدت آن متفاوت هستند. برخی با وجود رسوبات کلسیم که از طریق تصویر رادیولوژی نیز تأیید شده‌است، شکایتی از درد ندارند. گاهی درد خفیف بوده و به تدریج افزایش می‌یابد. در بیمارانی که سرعت و میزان رسوب زیاد است، درد بیمار نیز تشدید شده، به‌طوری‌که حتی ثابت کردن اندام درگیر نیز باعث تسکین درد نمی‌گردد. در این بیماران، درد به قدری شدید است که مانع خواب آن‌ها می‌شود.
حساسیت در لمس، محدودیت دامنه حرکات مفصل و دردناک بودن ناحیه به هنگام اعمال حرکتی اندام درگیر، از علایم دیگر تاندونیت کلسیفیه‌است. گاهی درد به نقاط دورتری انتشار می‌یابد که ممکن است با اختلالات یا بیماری‌های دیگر اشتباه گردد.

## تشخیص
تاندونیت کلسیفیه از طریق رادیولوژی (X-Ray) قطعیت می‌یابد. در این موارد، در ناحیه درگیر (مثلاً در سر استخوان بازو به هنگام کلسیفیکاسیون شانه)، نقاط پراکنده سفیدرنگ یا بافت سفید هلالی شکل را می‌توان مشاهده کرد. با درخواست تصاویر رادیولوژی در زمان‌های متفاوت، تغییر یا میزان برداشت رسوبات املاح کلسیمی مشخص می‌گردد.

## درمان
به‌طورکلی، درمان در کلسیفیکاسیون تاندونی می‌تواند در ارتباط با موارد زیر باشد:
- سرما درمانی (مثلاً استفاده از کیسه یخ) که در موارد حاد به کار می‌رود. در این مرحله نباید از گرما استفاده شود، چون درد بیمار و میزان رسوبات کلسیمی افزایش می‌یابد.
- بی حرکتی و استراحت اندام به هنگام درد شدید (مثلاً استفاده از اسلینگ مناسب). در مرحله حاد، تمرین درمانی کاربرد ندارد (به علت احتمال افزایش رسوب).
- فیزیوتراپی (در مرحله مزمن)
- درمان‌های طبی که عبارتنداز:
  - استفاده از داروهای ضد التهابی غیر استروئیدی
  - تزریق کورتیزون جهت کاهش درد
  - تخلیه رسوبات کلسیمی با سوزن[۷]
- انجام جراحی درصورت عدم موفقیت در درمان با روش‌های فوق. جراحی می‌تواند از طریق آرتروسکوپ یا عمل باز صورت گیرد.